# Vittorio Riquadrato
Il Vittorio Riquadrato è un francobollo emesso dal Regno d'Italia nel 1867. Considerato un classico della filatelia italiana, nella sua vignetta è raffigurata l'effigie di Vittorio Emanuele II, primo re d'Italia. Fu tra i primi francobolli ad essere stampati dalla prima stamperia di valori italiana: l'Officina Carte e Valori di Torino. Venne utilizzato sulle prime lettere in partenza da Roma dopo la presa di Porta Pia; tra queste esiste una lettera dello stesso 20 settembre 1870.

## Le due tipografie
La produzione di questo francobollo si rese necessaria a causa delle mutate condizioni tariffarie che portarono le lettere di primo porto da una tariffa di 15 a quella di 20 centesimi.
Il Vittorio Riquadrato è stato stampato in due tipografie diverse: l'Officina Carte Valori di Torino e la De La Rue di Londra. Per molti anni si è creduto erroneamente che la prima tiratura fosse stata quella stampata a Londra, ma la documentazione esistente testimonia come la prima tiratura sia avvenuta a Torino con le tavole approntate a Londra dall'incisore Lodovico Bigola (1822-1905). Probabilmente il ministero competente si rese conto di come la prima tiratura di Torino non fosse sufficiente a far fronte alle esigenze postali della nazione ed ordinò alla De La Rue 20 milioni di esemplari.

## Il problema della tiratura
Non è difficile fare la differenza tra la tiratura, che rappresenta il numero di francobolli stampati, e la vendita al pubblico, che viene meticolosamente registrata dalle amministrazioni postali. Conoscendo la tariffa in uso da una amministrazione postale in un determinato periodo, si riesce ad arrivare in maniera approssimativa, ma sufficientemente esatta, al calcolo del quantitativo esistente e dunque a quotare la rarità di un francobollo. Stando a tale calcolo, la tiratura di questo francobollo, secondo gli ordini che l'Amministrazione Postale comunicò all'Officina Carte e Valori preposta alla stampa, furono di 522.501.000 esemplari. Tale tiratura lascia supporre un largo uso postale, dal quale deriva la rarità degli esemplari non usati e perfettamente conservati. Il francobollo da 20 centesimi era dunque assai comune negli anni della sua emissione e non risulta difficile trovarne oggi usati o su lettera.

## La valutazione filatelica
Esistono quattro valutazioni filateliche, che dipendono dallo stato di conservazione dell'oggetto. Infatti il 20 centesimi può trovarsi: nuovo, nuovo ma linguellato, usato ed usato su lettera. È nuovo quando non è mai stato in alcun modo usato: dunque non solo non risulta annullato dai timbri postali, ma la colla a retro non è mai stata in alcun modo intaccata per essere usata, risultando perfettamente integra. In questo caso il francobollo è una rarità filatelica, in quanto pochi esemplari sono arrivati così conservati dal 1867. La tariffa postale di 20 centesimi nel 1867 copriva moltissimi servizi, tra i quali, ad esempio, quelli di posta militare per ogni porto. Le prime lettere in partenza da Roma dopo la presa di Porta Pia, che contengono la notizia dell'unificazione del Regno d'Italia, sono affrancate con un "Vittorio Riquadrato". La prima in assoluto è stata proprio timbrata il 20 settembre 1870. Per questo diffuso utilizzo le lettere affrancate con il 20 centesimi hanno una quotazione di pochi euro.